# Nemapogon asyntacta
Nemapogon asyntacta är en fjärilsart som beskrevs av Edward Meyrick 1917. Nemapogon asyntacta ingår i släktet Nemapogon och familjen äkta malar. Inga underarter finns listade i Catalogue of Life.